# Prolongement analytique

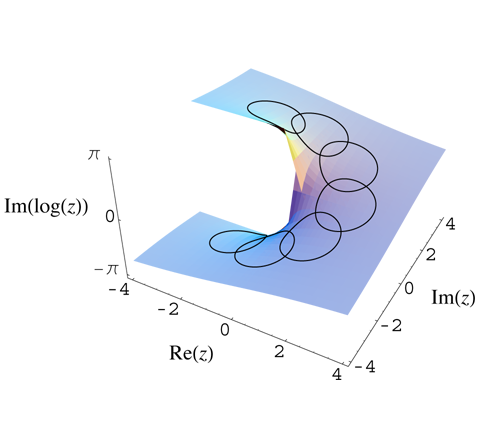
Visualisation d'une partie de la surface de Riemann du prolongement analytique du logarithme réel vers le plan complexe (ce qui définit le logarithme complexe).

En analyse complexe, la théorie du prolongement analytique détaille l'ensemble des propriétés et techniques relatives au prolongement des  fonctions holomorphes (ou analytiques). Elle considère d'abord la question du prolongement dans le plan complexe. Puis elle aborde des formes plus générales d'extension qui permettent de prendre en compte les singularités et les complications topologiques qui les accompagnent. La théorie fait alors intervenir soit le concept assez ancien et peu opérant de fonction multiforme, soit le concept plus puissant de surface de Riemann.
Il existe également une théorie du prolongement analytique pour les fonctions de plusieurs variables complexes, dont la difficulté est plus grande, et dont le traitement fut à l'origine de l'introduction de la cohomologie des faisceaux.

## Fonction holomorphe sur un ouvert du plan complexe

### Position des problèmes de prolongement analytique
Étant donné une fonction analytique complexe dans un domaine D, la théorie se pose essentiellement deux questions :
- d'une part, quel est le plus grand domaine où la représentation de la fonction est valable (par exemple, si la fonction est définie par une série entière, le rayon de convergence de cette série ; si la fonction est définie par une intégrale ou une équation différentielle, le domaine de validité de cette représentation.)
- puis, si la représentation peut être étendue à un domaine plus vaste, même au prix d'une extension de la représentation : intégrale prise au sens des valeurs principales de Cauchy, pseudo fonctions de Hadamard, prolongement radial, étoile de Mittag-Leffler (en), sommation des séries divergentes au sens de Cesàro, de Borel, etc.

### Unicité du prolongement analytique
On dispose de ce résultat sur les fonctions analytiques.
Soient {\displaystyle U} un ouvert de {\displaystyle \mathbb {C} }, {\displaystyle a} un point de {\displaystyle U} et une fonction analytique {\displaystyle f:U\to \mathbb {C} }. On suppose en outre que {\displaystyle U} est connexe (cette hypothèse est essentielle). Alors les quatre propositions suivantes sont équivalentes :
1. {\displaystyle f} est identiquement nulle sur {\displaystyle U} ;
2. {\displaystyle f} est identiquement nulle dans un voisinage de {\displaystyle a} ;
3. {\displaystyle \forall n\in \mathbb {N} ,\ f^{(n)}(a)=0} ;
4. {\displaystyle f} est identiquement nulle sur un ensemble de points possédant un point d'accumulation dans {\displaystyle U}.

En appliquant ce théorème sur la différence de deux fonctions analytiques, on obtient l'unicité du prolongement analytique. En effet, si {\displaystyle f}, {\displaystyle g} sont deux fonctions analytiques sur un ouvert {\displaystyle U} connexe de ℂ et si {\displaystyle f} et {\displaystyle g} coïncident sur un voisinage d'un point de {\displaystyle U}, alors {\displaystyle f-g=0} sur ce voisinage donc par théorème {\displaystyle f-g=0} sur {\displaystyle U} et donc {\displaystyle f=g} sur {\displaystyle U}.

### Intervention des singularités
Soit f une fonction analytique sur un ouvert U. Il est naturel de chercher à prolonger f aux points de la  frontière de U. Soit u un tel point.
Pour la typologie, il importe de séparer dans les questions d'existence et d'unicité les points de vue local et global. Par exemple on peut définir une fonction logarithme complexe holomorphe sur le plan privé d'une demi-droite formée des réels négatifs, et aucune extension holomorphe à un domaine plus grand n'existe. Cependant, si on considère un réel strictement négatif donné u, et la restriction de la fonction aux complexes de partie imaginaire strictement positive, cette restriction, elle, peut être prolongée sur un disque centré sur le point u, et ce prolongement est le seul possible sur le domaine considéré (réunion d'un demi-plan et d'un disque).
Plus généralement si, quitte à faire une telle restriction préalable, il existe une fonction holomorphe au voisinage de u qui prolonge f, le point u sera dit régulier.
Définition : u est régulier pour f quand il existe un ensemble ouvert connexe V contenant u et une application g holomorphe sur V, telle que f et g coïncident sur un ouvert W inclus dans les deux domaines de définition et ayant u pour frontière. Dans le cas contraire, le point est dit singulier.
L'exemple du logarithme complexe montre que la notion de point régulier ne s'interprète pas comme un prolongement de la fonction initiale, mais seulement comme une possibilité locale de la prolonger. La topologie de l'ouvert U intervient pour déterminer si le prolongement global est effectivement possible.

## Fonctions multiformes
Si à chaque valeur que peut prendre une variable complexe {\displaystyle z}, il correspond plusieurs valeurs d'une variable complexe {\displaystyle w}, on dit que {\displaystyle w} est une fonction multiforme de {\displaystyle z}.